# Берег ветров
«Берег ветров» — советский фильм 1971 года, снятый на киностудии «Таллинфильм» режиссёром Кальё Кийском, по мотивам первой книги одноименного романа-тетралогии писателя Ааду Хинта.

## Сюжет
1904 год. Жители рыбачьего посёлка, устав от притеснений Хольмана, местного судовладельца, требующего непомерно высокую долю с улова за аренду рыболовного судна, решают по предложению Лиизы, невесты — капитана Тыниса Тйху, артельно построить свой корабль.
Хольман сговаривается с местным бароном Рененкампфом, которому принадлежит земля, чтобы тот согнал самых непокорных моряков и пустил сюда немецких колонистов-переселенцев. На стороне богачей выступает и местный пастор, проповедующий смирение и покорность перед властью.
Несмотря на все преграды к весне артель с большим трудом всё-таки достраивает свой общий корабль.
Тогда власть объявляет, что устав артели рыбаков, признающий равенство всех пайщиков — запрещённый социализм, и объявляет артель незаконной.
В это время старый Хольман умирает, и его молодая предприимчивая дочь Аннете, которой нравится красивый и самовольный капитан, соблазняет Тыниса, обещает ему долю в предприятии, и тот, попав под её влияние, бросает и невесту Лийзу и артельное дело, переводя корабль во владение Аннете.
Но младший брат капитана Матис Тиху, разочарованный предательством Тыниса, становится активным борцом за дело трудового народа. Начинающаяся Революция 1905 года вселяет в оставшихся и без земли и без корабля артельцев веру в возможность победить богачей: начинаются волнения, пылают поместья, но рыбаки забирают только своё — захватывают ими же построенный корабль, и уводят его в Таллин за оружием для начинающейся революции…

## В ролях
В главных ролях:
- Хейно Раудсик — Тынис Тиху
- Антанас Барчас — Матис
- Лейла Сяялик — Анетте
- Нийоле Лепешкайте — Лиза

В остальных ролях:
- Катрин Вяльбе — Ану
- Март Павловский — Лаэс
- Рейн Арен — Виллем
- Артур Линнамяги — Кусти
- Якоб Кийл — Михкель
- Энн Краам — пастор Гиргенсон
- Хуго Лаур — слепой Каарли
- Пеэтер Муст — Йоосеп
- Антс Мююрсеп — Сийм
- Рудольф Аллаберт — Тююримеэс, штурман
- Юри Ярвет — Холлманн
- Бронюс Бабкаускас — барон фон Ренненкампф
- Эльмар Кивило — Цууман
- Микк Микивер — Саар
- Арнольд Сиккел — Якоб
- Лембит Ульфсак — Сандер
- Эйли Сильд-Торга — Леэна
- Вяйно Уйбо — Яан
- Сальме Рээк — Эпп